# Множественные умы Билли Миллигана
«Множественные умы Билли Миллигана», или «Таинственная история Билли Миллигана» (англ. The Minds of Billy Milligan) — документальный роман Дэниела Киза, рассказывающий историю Билли Миллигана, первого человека в истории США, который признан невиновным в совершении преступления по причине диссоциативного расстройства личности. Во время своего выхода книга стала мировым бестселлером.

## Публикация
Роман «Множественные умы Билли Миллигана» написан американским филологом и психологом Дэниелом Кизом и впервые опубликован в 1981 году.
Продолжение под названием «Войны Миллигана» (англ. The Milligan Wars) написана в 1986 году, но впервые была опубликована только в 1994 году в Японии. 

## Личности
Билли Миллиган (Уильям Стэнли Миллиган (англ. William Stanley Milligan)) — гражданин Америки, у которого диагноз «множественной личности». Насчитывалось 24 личностей, 10 из которых были основными:
1. Билли — сам Миллиган.
2. Артур Смит — 22-летний англичанин. Сдержанный, никогда не дает волю чувствам. Говорит с сильным британским акцентом. Самостоятельно освоил физику и химию, а также докторскую литературу. Свободно читает и пишет на арабском языке. Консерватор и сторонник капиталистического строя, но вместе с тем является убежденным атеистом. Первый догадался про существование других личностей. Управляет остальными личностями в безопасной обстановке и решает, чья очередь управлять сознанием Миллигана. Носит очки.
3. Рейджен Вадасковинич — 23-летний югослав. Хранитель ненависти. Его задание — защита «семьи», а также женщин и детей в целом. Управляет Миллиганом при угрозе его здоровью/жизни. Хорошо разбирается в оружии, владеет каратэ. Имеет невероятную силу благодаря возможности контролировать уровень адреналина в крови. Коммунист и атеист. Читает, пишет и говорит на сербохорватском языке. На английском говорит с сильным славянским акцентом. Признает, что время от времени нарушал закон и совершал насилие. Вес — 95 килограммов. Имеет черные волосы и длинные усы. Страдает дальтонизмом, потому рисует только черно-белые зарисовки. С любовью относится к Кристин, как к собственной дочери.
4. Аллен — 18-летний мошенник. Хорошо манипулирует людьми, потому именно он и контактирует с внешним миром. Агностик, чьим девизом является «Живем один раз, так что стоит брать от жизни все». Умеет играть на ударных инструментах и пишет портреты. Хорошо ладит с матерью Билли. Такого же роста, как и Билли, хоть и весит меньше (75 килограмм). Зачесывает волосы на правую сторону. Единственный курильщик и единственный правша среди всех личностей.
5. Томми — 16-летний мастер побегов. Его часто путают с Алленом, но в отличие от него, Томми невероятно удачлив и враждебно относится к людям. Умеет и любит играть на саксофоне, хорошо разбирается в электронике, рисует пейзажи. Русоволосый с ясно-карими глазами.
6. Дэнни — 14-летний испуганный мальчик, боится людей, особенно мужчин. Когда-то его заставили собственноручно выкопать себе могилу, после чего его заживо закопали в ней. С тех пор рисует только натюрморты. Имеет светлые волосы до плеч и голубые глаза, невысокий и худощавый.
7. Дэвид — 8-летний эмпат, «хранитель боли». Терпит всю боль и страдания за остальных. Очень чувствительный и сочувствующий, но неспособный сосредотачивать внимание на чем-то одном. Практически всегда сбит с толку. Имеет рыже-каштановые волосы и худое телосложение.
8. Кристин — 3-летняя терпеливая англичанка, умеет читать и писать печатными буквами, но страдает дислексией. Любит рисовать. Имеет светлые волосы до плеч и голубые глазки.
9. Кристофер — 13-летний брат Кристин. Британец, что можно понять по его акценту. Послушный непоседа. Волосы такие же светлые как у Кристин, только короче.
10. Адалана — 19-летняя активная лесбиянка. Стеснительная, одинока и скованная. Страдает нистагмом. Кареглазая брюнетка. Готовит, наводит порядок в «семье», пишет стихи. Имеет способность занимать тело. Именно она занималась изнасилованиями, чтобы получить тепло, ласку и любовь, нуждалась в объятиях.
11. Филипп (Фил) — 20-летний бруклинец. Бандит. Родом из Нью-Йорка с сильным бруклинским акцентом. Именно упоминания про какого-то «Фила» заставили полицию и журналистов допустить возможность существования других личностей, кроме уже известных десяти.
12. Кевин — 20-летний махинатор и мелкий вор. Любит писать. Зеленоглазый блондин.
13. Уолтер Миллиган — 22-летний австралиец, любитель охоты. Личность-проводник. Эксцентричный. Носит усы.
14. Эйприл — 19-летняя стерва. Ненавидит и ищет любые пути отмщения отчиму Билли. Хорошо шьет. Черноволосая, кареглазая, стройная девушка с бостонским акцентом.
15. Самуэль — 18-летний кареглазый еврей. Исповедует ортодоксальный иудаизм. Единственный из личностей верит в Бога. Скульптор. Носит бороду.
16. Марк Гробокопатель — 16 лет. Личность с полным отсутствием собственной воли. Действует, только получив от кого-то прямое указание. Выполняет всю грязную работу. Когда работы нет, просто сидит, смотря в стену, за что и получил кличку «зомби».
17. Стив — 21 год, пародист. В отличие от других личностей Билли Миллигана, отказывается признавать у себя диссоциативное расстройство личности.
18. Ли — 20-летний кареглазый шутник. Шатен. Легкомысленно относится к жизни и не задумывается о последствиях.
19. Джейсон — 13-летний кареглазый шатен. Его истерики и раздражительность часто подставляли Билли, но и давали ему «выпустить пар».
20. Бобби (Роберт) — 17-летний фантазер. Мечтает изменить мир к лучшему, но при этом не имеет ни амбиций, ни каких-либо интеллектуальных способностей.
21. Шон — 4-летний глухой умственно-отсталый. Любит издавать звуки, похожие на жужжание пчёл, потому что ему нравится, как от этих звуков ему отдает вибрацией в голове.
22. Мартин — 19-летний сноб и бездельник. Родом из Нью-Йорка. Ходит павлином. Любит хвастаться и важничать. Сероглазый блондин.
23. Тимоти (Тимми) — 15 лет, замкнут в себе. Работал в цветочном магазине, пока с ним не случился неприятный случай: клиент-гомосексуал начал к нему приставать, что и заставило его замкнуться в себе.
24. Учитель — цельная личность, которая и помогла Кизу написать книгу. Результат слияния остальных 23-х личностей воедино. Научил других личностей всему, что они умеют. Чувствительный и остроумный. Как говорит он сам, он — «все Билли в одном». Помнит все, что происходило с другими личностями, что и позволило рассказать Даниелю Кизу эту книгу.

## Награды
- 1986: Премия Kurd Lasswitz за Лучшую Книгу Иностранного Автора[3]
- 1993: Премия Seiun за документальную книгу года[4]